# Критичний стан речовини
Крити́чний ста́н речовини́ (англ. critical state) — стан, в якому дві фази речовини стають нерозпізнавальними.
Він відповідає певним температурі і тискові, в якому газова й рідка фази речовини, перебуваючи між собою в термодинамічній рівновазі, стають ідентичними за своїми властивостями. З наближенням до критичної точки всі властивості речовини різко міняються і спостерігається ряд аномалій (критичні явища, такі як аномальне поглинання звуку, теплоємність однокомпонентної системи наближається до безмежності, різко зростає час установлення термодинамічної рівноваги та інше). Наприклад, при тиску вище від 217,6 атм і температурі вище від 374 °C меніск між парою і рідиною води зникає, дві фази стають нерозпізнавальними.
Критичною Ткр називається така температура, вище якої газ під дією тиску будь-якого значення не може бути перетворений в рідину.
Критичний тиск ркр – це тиск необхідний для скраплення газу при критичній температурі.
Критичним об’ємом vкр називають об’єм, рівний об’єму одного моля газу при критичних значеннях тиску і температури.
Для природних газів значення Ткр і ркр при відомих параметрах компонентів xi, ркрі, Ткрі визначаються як середньокритичні (псевдокритичні).